# 呪いの投稿映像
『呪いの投稿映像』（のろいのとうこうえいぞう）は、2018年（平成30年）から続くホラードキュメンタリーオリジナルビデオ・シリーズの作品のひとつ。
製作はピクチャーエンターテイメント。
『ほんとに呪われた死ノ動画』シリーズ2018年9月に発売された心霊映像を集めたホラーシリーズで、初代の構成・演出はTeamXXX、向悠一（『呪われた心霊動画XXX』）、8巻から11巻まで菊池宣秀（『ほんとにあった! 呪いのビデオ』56巻 - 70巻 構成・演出）、12巻から16巻まで尾崎香仁（『心霊闇動画』28巻 -  構成・演出）が今作の構成・演出を手掛ける。

## 概要
『ほんとに呪われた死ノ動画』シリーズ11の後継作品が『呪いの投稿映像』。
『ほんとに呪われた死ノ動画』、『ほんとにあった! 呪いのビデオ』同様「心霊現象」が発生していると思われる映像が一般から投稿されてきたとして、その内容を検証する形をとる、疑似ノンフィクションのオカルト作品。
映像だけを収録するものもあれば投稿者へのインタビューを交えたものもあり、スタッフが現場に赴いて霊的現象を調査するドキュメンタリー的な内容も含まれている。

## スタッフ

### 製作総指揮
- 小田奏之

### 監督
- 菊池宣秀